# Komárenský rejdič
Komárenský rejdič, též komárenský kotrlák, komárňan, či komárňák, je plemeno holuba domácího, pocházející z města Komárna. V současnosti se toto plemeno chová na celém světě a v Československu to bylo nejrozšířenější plemeno rejdičů vůbec. Je to malý holub s velmi výraznou, zakulacenou hlavou s vystouplým čelem, zkráceným zobákem a vysokou lasturovitou chocholkou. V dnešní době patří mezi vyloženě okrasné holuby chová se ve voliérách, a k letovému sportu se nepoužívá. Způsobem letu patřil mezi válivé rejdiče, ptáky, kteří dělají za letu přemety. V seznamu plemen EE a v českém vzorníku plemen náleží mezi rejdiče a to pod číslem 0857.

## Historie
Do Komárna se váliví rejdiči dostali s Turky z Orientu, pravlasti holubích vzdušných akrobatů. 18. století bylo obdobím rozkvětu sportovního létání holubů a v té době vznikla plemena rejdičů v každém větším městě Evropy. Mezi pradávnými komárenskými rejdiči se vyskytovali i holubi, kteří byli vynikajícími letci, kteří podávali skvělé výkony ve středních výškách s nepřetržitým letem trvajícím až dvě hodiny. Dokázali provádět přemety vzad bez ztráty výšky, v horizontálním letu a to v krátkých intervalech za sebou.
Záhy došlo k rozdělení plemene na exteriérový a sportovní směr, přičemž holubi z exteriérového chovu si získali oblibu i v zahraničí a tento směr postupně zcela převládl.

## Popis
Komárenský rejdič stojí na přechodu mezi krátkozobými a středozobými rejdiči. Tělesnými tvary se stále podobá rejdičům středozobým, ze kterých vychází, ale šlechtěním se dosahuje zkracování zobáku a též utvářením hlavy se od středozobých rejdičů už dost liší. Je to holub malého tělesného rámce, velký asi jako pražský krátkozobý rejdič, který však působí zavalitým dojmem. Jeho trup je 23-24 cm dlouhý. Charakteristickým znakem komárňana je jeho hlava: je velká, kulatá, s vysokým a vypouklým čelem a zaobleným temenem. Zobák je silný, klínovitý, tupý, značně zkrácený a sklopený tak, aby splýval s linií čela. Je vždy světlé barvy. Profil hlavy se plynule zvedá od krátkého zobáku ve vysokém a prodlouženém oblouku. Oči jsou perlové, jen u bílých a sedlatých holubů vikvové, obočnice jsou poněkud silnější, hladké, růžové až červené barvy. V zátylí vyrůstá plná lasturovitá chocholka, která převyšuje temeno hlavy. Táhne se v půlkruhu od ucha k uchu ptáka a po stranách je ukončena bohatými postranními růžicemi.
Krk je vzpřímeně nesený, středně dlouhý, silnější s dobře vykrojeným hrdlem a přechází v širokou a vpřed vyklenutou hruď. Křídla jsou krátká, s nepřekříženými letkami nesenými na ocase, který je rovněž krátký a držený v linii hřbetu. Nohy jsou krátké, neopeřené, červené se světlými drápky.
Vyskytuje se v mnoha barevných i kresebných rázech, nejrozšířenější jsou komárenští rejdiči sedlatí a stříkaní.
Je to výstavní plemeno, šlechtěné na exteriér, při posuzování na výstavách se největší důraz klade na tvar hlavy, chocholky a zobáku. Jsou otužilí a jejich chov není těžký, holubi s velmi zkráceným zobákem však nemohou sami krmit holoubata, při odchovu se proto používají chůvky z řad středozobých rejdičů.

## Podobná plemena
Několik dalších plemen holubů je komárenskému rejdiči velice podobných. Jsou to vesměs plemena s komárňanem příbuzná, která však nedosahují jeho exteriérové dokonalosti. Jedná se především o košického rejdiče a polského korunáče.